# Сукре (департамент)
Вижте пояснителната страница за други значения на Сукре.
Су̀кре (на испански: Sucre) е един от тридесет и двата департамента на южноамериканската държава Колумбия. Намира се в северната част на страната. Департаментът е с население от 949 252 жители (към 30 юни 2020 г.) и обща площ от 10 592 км².

## Общини
В департамент Сукре има 26 общини. Някои от тях са:
1. Ла Унион
2. Палмито
3. Сампуес
4. Сан Бенито Абад
5. Сан Маркос